# PeCo
PeCo is een historisch merk van motorfietsen.
De bedrijfsnaam was: Pearson & Cole Ltd., Birmingham.
PeCo was een Engels merk dat zelf motorfietsen met 349cc-tweetaktmotoren bouwde, maar ook motorblokken leverde aan New Comet, Ixion, Endrick, Dunkley, Despatch Rider, Macklum en Waverley. De productie begon in 1913 maar het bedrijf werd in 1915 door Calthorpe overgenomen.